# Roure (Alpy Nadmorskie)
Roure – miejscowość i gmina we Francji, w regionie Prowansja-Alpy-Lazurowe Wybrzeże, w departamencie Alpy Nadmorskie.
Według danych na rok 1990 gminę zamieszkiwało 147 osób, a gęstość zaludnienia wynosiła 4 osoby/km² (wśród 963 gmin regionu Prowansja-Alpy-W. Lazurowe Roure plasuje się na 653. miejscu pod względem liczby ludności, natomiast pod względem powierzchni na miejscu 251.).